# Sint-Hubertuskerk (Milmort)

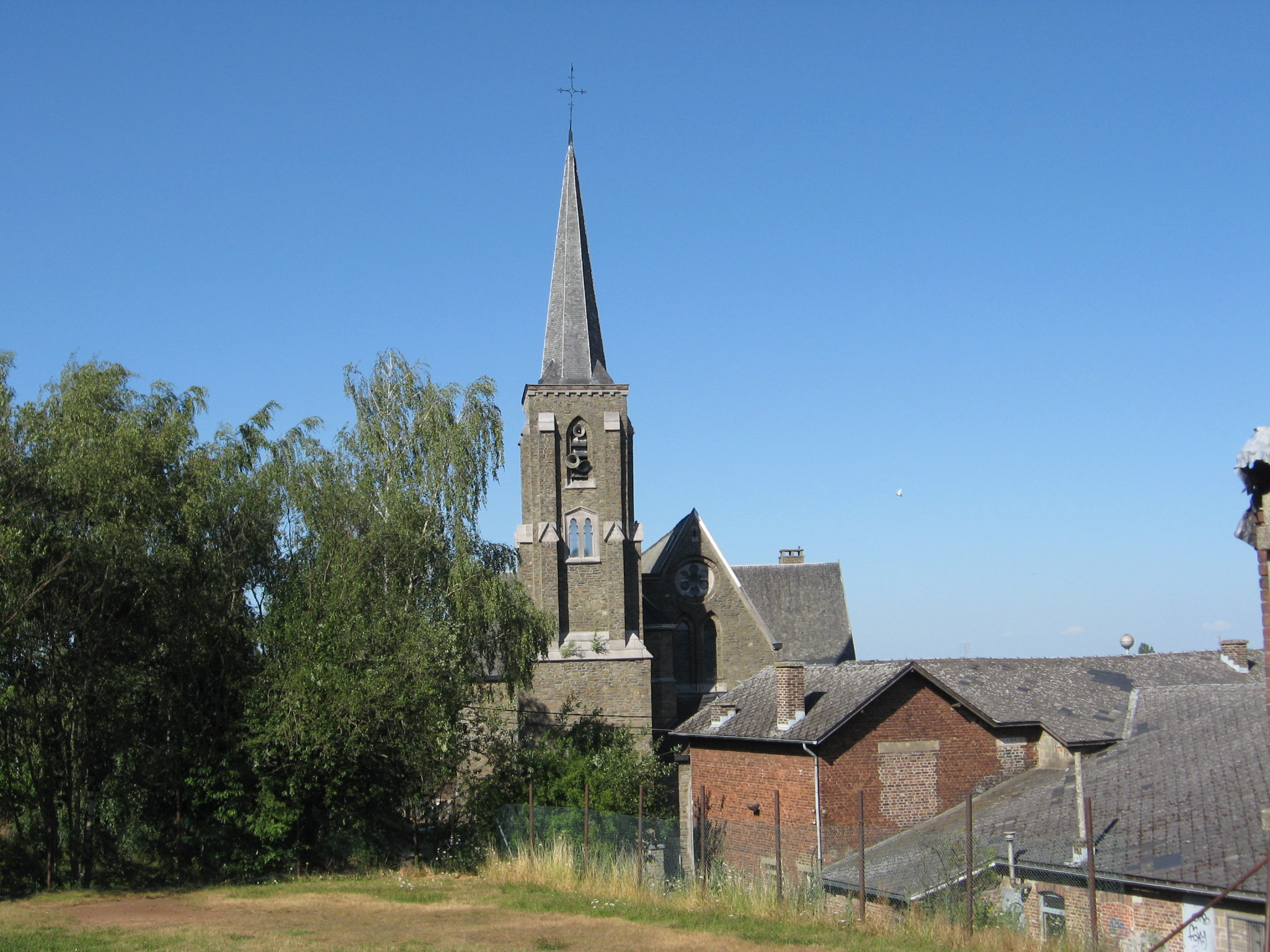
Sint-Hubertuskerk

De Sint-Hubertuskerk (Église Saint-Hubert) is de parochiekerk van Milmort.

## Geschiedenis
In de 14e eeuw was hier een kerk die oorspronkelijk ondergeschikt was aan de parochie van Liers. De kerk raakte in verval en in 1904 werd op dezelfde plaats, door de architect Lohest, een nieuwe kerk gebouwd in neogotische stijl.

## Gebouw
Het betreft een bakstenen basilicale kruiskerk met voorgebouwde toren die links van de voorgevel staat en door een achtkante naaldspits wordt gedekt.
De kerk bezit een klok van 1473, een ciborie van 1679, vaatwerk voor de ziekenzalving van 1766-1767, en een monstrans van 1771.